# Bataille de Saint Mary's Church
Guerre de Sécession
Batailles
Campagne terrestre
- Wilderness
- Spotsylavnia C.H.
- Yellow Tavern
- Meadow Bridge
- North Anna
- Wilson's Wharf
- Pamunkey
- Haw's Shop
- Totopotomoy Creek
- Old Church
- Cold Harbor
- James River
- Trevilian Station
- Saint Mary's Church

La bataille de Saint Mary's Church (également appelée Samaria Church dans le Sud, ou Nance's Shop) est une bataille de cavalerie de la guerre de Sécession, livrée le 24 juin 1864, dans le cadre de la campagne de l'Overland  du lieutenant général de l'Union Ulysses S. Grant contre l'armée de Virginie du Nord du général confédéré Robert E. Lee.
Alors que la cavalerie de l'Union du major général Philip Sheridan de l'armée du Potomac revient de son raid infructueux contre le chemin de fer du centre de la Virginie et de la bataille de Trevilian Station, elle rassemble des wagons d'approvisionnement du dépôt récemment abandonné à White House et se dirige vers la rivière James. Le 24 juin, la cavalerie confédérée sous les ordres du major général Wade Hampton attaque la colonne de la division du brigadier général David McM. Gregg à St. Mary's Church. Les Confédérés sont en supériorité numérique face aux cavaliers de l'Union avec un rapport de cinq brigades contre deux et sont en mesure de les chasser hors leurs parapets, mais les hommes de Gregg réussissent à couvrir le train de wagons, qui continue à se déplacer sans encombre jusqu'à la James.

## Contexte

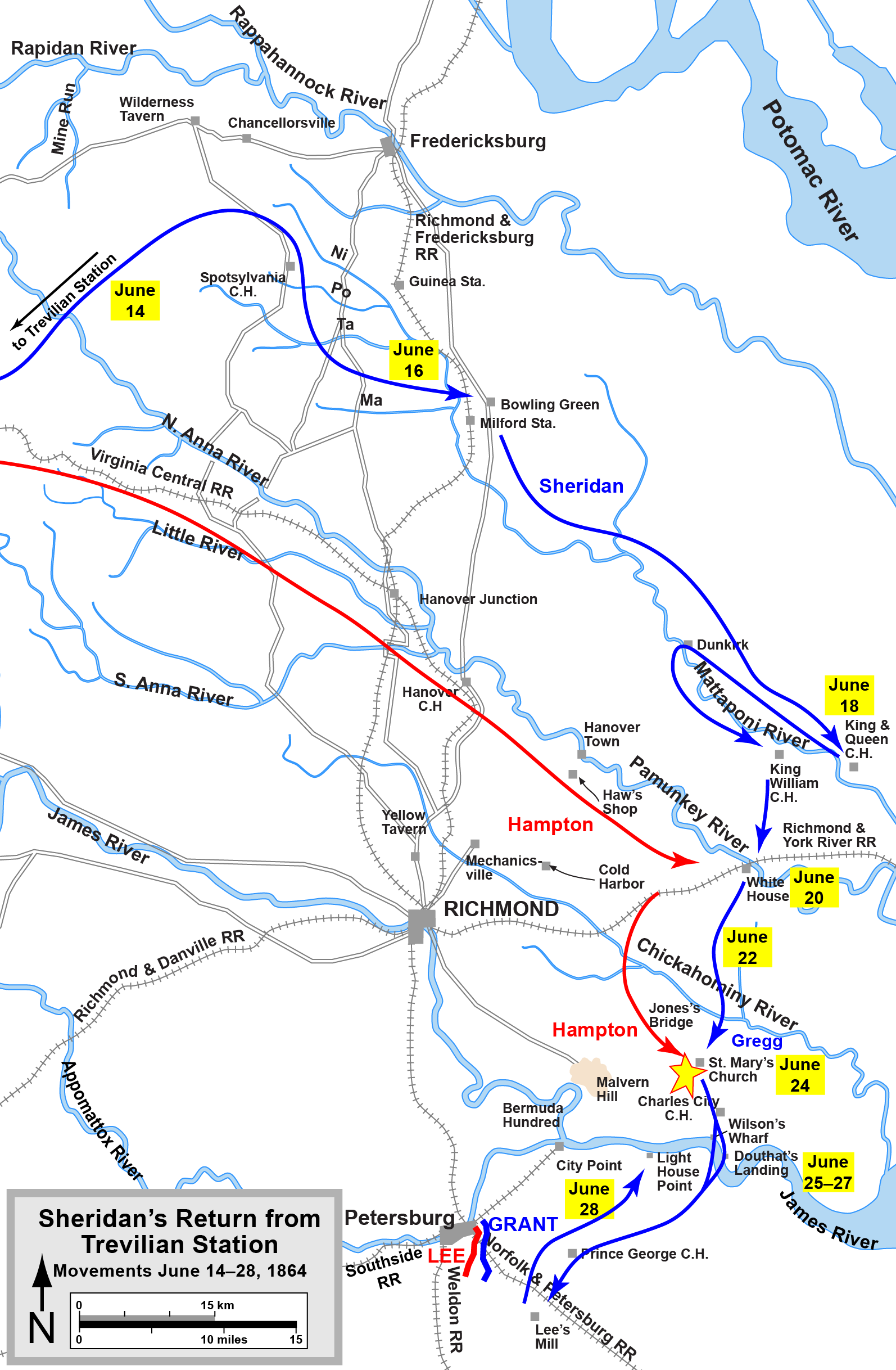
Retour de Sheridan vers l'armée du Potomac après son raid contre Trevilian Station.
Confederate
Union

À la suite de la bataille de Trevilian Station (11-12 juin 1864), la cavalerie de Sheridan commence à revenir le 13 juin de leur raid infructueux contre le chemin de fer du centre de la Virginie. Ils traversent la rivière North Anna à Carpenter's Ford et se dirigent ensuite sur la route de Catharpin en direction de Spotsylvania Court House. Le 16 juin, la colonne passe à travers Bowling Green et, voyageant le long de la rive nord de la rivière Mattaponi, arrive à King and Queen Court House, le 18 juin.
Alors que les hommes de Sheridan reviennent de leur raid, l'armée de Grant commence à partir de Cold Harbor pour traverser la rivière James pour lancer une attaque contre Petersburg. En conjonction avec ce mouvement, Grant ordonne que sa principale base d’approvisionnement soit déplacée de White House sur la rivière Pamunkey vers City Point sur la James. Sheridan apprend que le dépôt de White House n'a pas encore été clos, alors il envoie ses blessés, prisonniers, et afro-américains qui suivent sa colonne, à White House sous escorte, le 19 juin, puis revient à Dunkirk, où il peut traverser la Mattaponi.
La cavalerie confédérée de Hampton quitte Trevilian Station et suit Sheridan sur des routes à peu près parallèles vers le sud. Sa force se compose des brigades du brigadier général Matthew C. Butler et du brigadier général Thomas L. Rosser de sa propre division, de la brigade du brigadier général Williams C. Wickham de la division du major général Fitzhugh Lee, et  de la brigade du brigadier général John R. Chambliss de la division du major général W. H. F. "Rooney" Lee. Il ajoute une nouvelle brigade de cavalerie sous les ordres du brigadier général Martin W. Gary.
Le 20 juin, Fitz Lee tente d'attaquer le dépôt d'approvisionnement de l'Union à White House, mais l'arrivée de Sheridan relève la garnison. Le 21 juin, Sheridan franchit la rivière Pamunkey, perce le cordon confédérés à St. Peter's Church, et conduit 900 wagons vers la rivière James. Ils traversent la rivière Chickahominy, le 22 juin et le 23 juin, en contournant l'opposition farouche au sud du Jones's Bridge le 23 juin ; Hampton n'est pas en mesure d'intercepter Sheridan avant cela, et donc traverse la Chickahominy en amont du passage de l'Union et se hâte vers le sud.
Sheridan se dirige vers Deep Bottom sur son chemin pour faire le lien avec l'infanterie de l'Union à Bermuda Hundred. Près de Westover Church, la division du brigadier général de l'Union Alfred T. A. Torbert est bloquée par la résistance des confédérés. Le 24 juin, la division du brigadier général David McM. Gregg occupe une position près de Samaria Church, sur la route de Charles City, alors que Sheridan transporte la division de Torbert et le train d'approvisionnement à travers la James à Douthat's Landing.

## Bataille
Le 24 juin, la division de Torbert continue d'escorter les wagons vers Harrison's Landing sur la James alors que la division de Gregg suit une route parallèle, protégeant le flanc droit. Torbert rencontre le brigade du brigadier général Lunsford L. Lomax à proximité de Charles City Court House et la repousse. À environ 8 heures du matin, la brigade de Gregg sous les ordres du brigadier général Henry E. Davies, Jr, arrive dans le voisinage de Samaria Church, à l'intersection de trois routes, où elle trouve des piquets confédérés. Une charge du 2nd Pennsylvania Cavalry repousse les piquets au nord et la brigade de Davies se retranche à l'ouest de l'intersection. Davies prend le flanc droit de la ligne et le colonel J. Irvin Gregg (cousin du général Gregg) la gauche.
La force de Hampton s'approche et se prépare à attaquer démonté, tout en se retranchant. De 15 à 16 heures, les cinq brigades de Hampton attaquent les deux de Gregg. La pression est trop forte sur les cavaliers de l'Union et ils commencent à se retirer en bas de la route vers Charles City Court House, qu'ils atteignent vers 20 heures. L'engagement dure jusqu'à 10 heures, L'un des confédérés écrit, « la position de l'ennemi a été forte. ... Ils ont combattu vigoureusement pendant un certain temps, mais alors que nos garçons les ont engagés à bout portant, ils ont fui et quand ils ont cassé, la cavalerie montée a reçu l'ordre de charger, ce qu'ils ont fait repoussant  pêle-mêle sur 5 kilomètres (3 miles), capturant un assez grand nombre de prisonniers, laissant leurs morts et leurs blessés à nos soins ».
Les confédérés se retirent le lendemain en direction de Richmond et atteignent camp Wilton le 26 juin.

## Conséquences
Sauf pour les hommes laissés derrière, la division de Gregg s'échappe relativement intacte. Parmi les prisonniers, on trouve le colonel Pennock Huey du 8th Pennsylvania Cavalry. Les pertes sont d'environ 350 pour l'Union, et 250 pour les confédérés. Après avoir été bloqué par la cavalerie de Hampton, Sheridan se retire le 25 juin et part via Charles City Court House à Douthat's Landing, où les trains franchissent la James sur des bateaux à fond plat. Sa cavalerie suit les 27 et 28 juin. La cavalerie confédérée tente de se positionner pour une autre attaque, mais la force de l'Union est trop forte et les cavaliers sudistes sont trop fatigués. Hampton reçoit des ordres de Robert E. Lee pour aller à Petersburg le plus rapidement possible pour faire face au raid de Wilson-Kautz contre les chemins de fer au sud de la ville. Ses hommes traversent la James sur un pont flottant à Chaffin's Bluff, aussi les 27 et 28 juin.
Hampton était brillant cet été chaud et sec. Démontrant ses prouesses en tant que combattant et seulement légèrement retenu par les pertes de ses chevaux et de ses hommes, il a poursuivi la cavalerie de l'Union dans toute la Virginie et l'a battu chaque fois qu'ils se sont rencontrés. Un ancien historien de la cavalerie confédérée a proclamé que le raid de Trevilian « a démontré à nouveau que la cavalerie confédérée sous Hampton était tout aussi entreprenante, aussi vaillante, enthousiaste et aussi courageuse et intrépide que lorsqu'elle a combattu sous Stuart.
Le raid de Sheridan à Trevilian Station et son retour vers de l'armée du Potomac ont des résultats contrastés. Il détourne l'attention des confédérés de la traversée de la James par Grant, mais échoue dans son objectif de couper le chemin de fer du centre de la Virginie, une ligne d'approvisionnement cruciale de la capitale confédérée et de l'armée de Lee. Il subit également des pertes relativement lourdes - en particulier parmi son corps des officiers - et perd un grand nombre de ses chevaux lors des combats et  par l'épuisement due à la chaleur. Et pourtant, Sheridan déclare que son raid est une victoire incontestable. Dans son rapport officiel de 1866 sur les opérations qu'il écrit, « le résultat a été un succès constant et presque l'anéantissement total de la cavalerie rebelle. Nous avons marché quand et où nous le voulions ; avons toujours été la partie offensive, et toujours couronnée de succès ».
Les résultats des activités de la cavalerie de Hampton contre Sheridan ont également mitigés, mais sont généralement vu sous un jour plus positif que ceux de Sheridan. Il a réussi à protéger les chemins de fer et, indirectement, Richmond. Il a obtenu des victoires tactiques lors de la deuxième journée de Trevilian Station et contre Gregg à Samaria Church, mais a échoué à détruire la cavalerie de l'Union ou ses trains. En août, il est nommé commandant du corps de cavalerie de l'armée de Virginie du Nord, comblant le poste vacant depuis la mort de J. E. B. Stuart.